# An Dương, Hải Phòng
Phường An Dương là một phường thuộc thành phố Hải Phòng.

## Địa lý
Phường An Dương có vị trí địa lý:
- Phía bắc giáp phường Hồng An
- Phía nam giáp xã An Lão và xã An Trường với ranh giới tự nhiên là sông Lạch Tray.
- Phía đông giáp phường An Hải.
- Phía tây giáp phường An Phong.

## Lịch sử
Địa giới phường An Dương trước đây thuộc huyện An Dương, sau đó đa phần thuộc quận An Dương, thành phố Hải Phòng.
Ngày 16 tháng 6 năm 2025, Ủy ban Thường vụ Quốc hội bàn hành Nghị quyết sắp xếp các đơn vị hành chính cấp xã thuộc thành phố Hải Phòng năm 2025. Theo đó, sắp xếp toàn bộ diện tích tự nhiên, quy mô dân số của phường Nam Sơn, một phần diện tích tự nhiên, quy mô dân số của các phường An Hải, Lê Lợi, Đồng Thái, Tân Tiến và An Hưng thành phường mới có tên gọi là phường An Dương.
Căn cứ theo đề án sắp xếp đơn vị hành chính cấp xã của thành phố Hải Phòng năm 2025, phường An Dương được thành lập từ:
- Toàn bộ diện tích tự nhiên là 7,39 km2, quy mô dân số 22.437 người của phường Nam Sơn;
- Một phần diện tích tự nhiên là 11,84 km2, quy mô dân số là 18.737 người của phường An Hải;
- Một phần diện tích tự nhiên là 6,83 km2, quy mô dân số là 19.943 người của phường Lê Lợi;
- Một phần diện tích tự nhiên là 4,97 km2, quy mô dân số là  15.143 người của phường Tân Tiến;
- Một phần diện tích tự nhiên là 0,04 km2, quy mô dân số là 379 người của phường Đồng Thái;
- Một phần diện tích tự nhiên là 0,16 km2, quy mô dân số là 240 người của phường An Hưng, quận Hồng Bàng.

Phường An Dương có diện tích tự nhiên là 31,23 km2 (đạt 567,82% so với quy định), quy mô dân số là 76.879 người (đạt 170,84% so với quy định).
Về tên gọi, phường An Dương kế thừa tên gọi của quận An Dương trước kia.